# Skeletteren

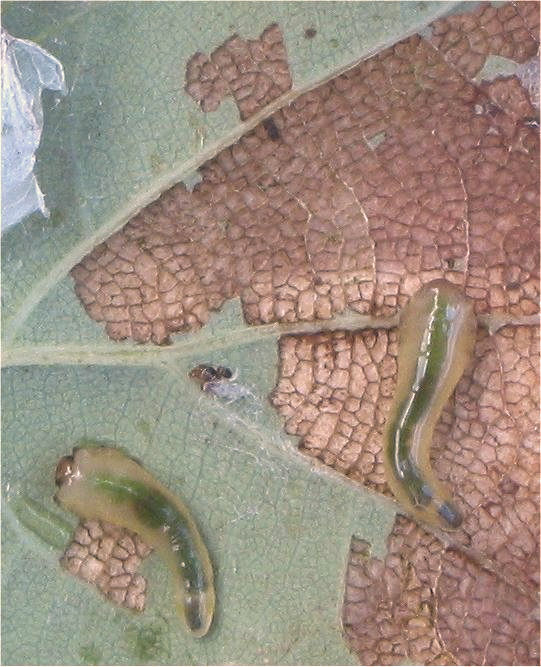
Bastaardrupsen van de lindebladwesp op zomereik

Skeletteren betekent schoonmaken tot op het skelet.
Als een dierpreparateur een dier gaat skeletteren worden huid, vlees en ingewanden zoveel mogelijk verwijderd. Daarna worden de skeletdelen in een warm waterbad door rotting (rijping, maceratie) ontdaan van restanten vet, vlees, etc.
Na het wegspoelen van de drab blijft een schoon skelet over.
Skeletteren wordt ook gebruikt als aanduiding van een vraatpatroon van bijvoorbeeld insecten op bladeren waarbij het bladmoes wel wordt gegeten maar de nerven niet, zodat alleen het bladskelet wordt gespaard. Een voorbeeld is een bastaardrups die het bladmoes aan de onderzijde van het blad wegvreet.

## Voorbeelden
- Bastaardrupsen van de lindebladwesp (Caliroa annulipes) op de lindeboom en zomereik.